# ネルトリンゲン
ネルトリンゲン または ネルドリンゲン（ドイツ語: Nördlingen, ドイツ語発音: [ˈnœrdlɪŋən], アレマン語: Nearle（ネアーレ））は、ドイツ連邦共和国バイエルン州シュヴァーベン行政管区のドナウ＝リース郡に属す大規模郡都市で、かつては帝国自由都市であった。

## 地理
ネルトリンゲンは、1500万年前にシュヴァーベンジュラ山脈に落下した隕石のクレーターであるネルトリンガー・リースに位置する。このクレーターは直径23 kmあり、その縁は環状の連丘に見える。リース内をヴェルニッツ川とエーガー川が流れ、この都市の南東約30 kmの地点でドナウ川に注ぐ。
隕石が衝突した際、瞬間的に超高温、超高圧にさらされた地表の岩石がスエバイトに変化した。このスエバイトは建築用途に重宝され、現在も同市内の建物で見ることが出来る。
また、フランケン地方南東部およびシュヴァーベン地方の北部に位置しており、住民の大部分はアレマン語の一方言であるシュヴァーベン語を言語とするアレマン人が多い（アレマン諸語の最北端に属する）。

### 市の構成
本市は、公式には17の地区 (Ort) からなる。このうち小集落や孤立農場などを除く集落を以下に列記する。
| - バルディンゲン - デュレンツィンメルン - グロッセルフィンゲン - ヘルクハイム - ホルハイム - クラインエルトリンゲン | - レプジンゲン - ネーアーメンミンゲン - ネルトリンゲン - プフェッフリンゲン - シュメーインゲン |

ネルトリンゲンを中心とした位置関係は以下の通り。
| バルディンゲン                    |                                       | プフェッフリンゲン、 デュレンツィンメルン、 レプジンゲン |
|                                   |                                       | グロッセルフィンゲン                                     |
| ネーアーメンミンゲン、 ホルハイム | クラインエルトリンゲン、 ヘルクハイム | シュメーインゲン                                         |

### 隣接する市町村
以下の市町村が、ネルトリンゲン市と境を接する: ヴァラーシュタイン、マイヒンゲン、エッティンゲン・イン・バイエルン、ムンニンゲン、ヴェヒンゲン、ダイニンゲン、アラーハイム、メッティンゲン、ライムリンゲン、ホーエンアルトハイム、エーダーハイム、ネーレスハイム、ボプフィンゲン、リースビュルク

### 市の構成
ネルトリンゲンの中核部は大まかにアルトシュタット、グラーベン、ヴェムディンガー地区、アウクスブルガー地区、タールブライテ、ヘルクハイマー地区、ジュートチロラー地区からなる。バルディンゲン区とクラインエルトリンゲン区は中核部とほぼ完全に融合している。他の市区は隔離した村の性質を残している。

### 土地利用
| 土地利用と面積 (ha) | 土地利用と面積 (ha) |
| ------------------- | ------------------- |
| 合計                | 6,810               |
| 農業用地            | 5,418               |
| 住宅地および遊休地  | 591                 |
| 交通用地            | 529                 |

## 歴史
オフネットヘーレンの発掘は、現在のネルトリンゲンの市域には旧石器時代後期から定住者があったことを示している。ネルトリンゲンの市域には、その後のほぼあらゆる前史時代の発掘地が見られる。特に興味深いのはバルディンゲン区の東端近くで、ここには、線帯文土器文化時代、新石器時代、骨壺埋葬文化、ハルシュタット時代、ラ＝テーヌ時代の入植者が定住していた。ここには火葬墓地を有するローマ時代の村 (Villa) もあった。
西暦85年頃に市の南に入植地 (vicus) を有するローマ帝国の城が築かれたが、259年から260年に現在の南ドイツがアレマン人によって征服されたことで零落していった。この入植地の名前は、おそらく Septemiacum であったと推測される。このラテン名は、Tabula Peutingeriana によって確かな形で伝えられているのだが、このローマ人入植地が現在のネルトリンゲンを指すものであるかどうかは完全に確定できない。ローマ時代の荘園 (Villa rustica) がホルハイム区で発掘され、見学できる。ローマ時代のネルトリンゲンは全般的に研究がなされている。
6世紀から7世紀のアラマン人入植地が証明されている。この時代の墓地が3カ所ネルトリンゲン市内で発掘されている。
<Nordilingin>（750/802）が最も古い表記であるが、これは「北」とは関係なく、*Nordiloという人名に由来すると考えられる。"Nerdilinga" は898年にカロリング朝の王領として記録されている。レーゲンスブルク司教の統治下でネルトリンゲンは市場町に成長していった。
1215年にネルトリンゲンは皇帝フリードリヒ2世から都市権を与えられ、帝国自由都市となった。この年に最初の市壁が築かれた。その縄張りは現在も街の地図に見て取れる。1219年、ネルトリンゲンの聖霊降臨祭についての最も古い文献上の記録が遺されている。重要な交易路が交差するこの都市は穀物、家畜、織物、毛皮、金属製品の主要な集散地に発展していった。ヴォルフラム・フォン・エッシェンバッハ （Wolfram von Eschenbach, 1160年/1180年頃 - 1220年頃またはそれ以降）は叙事詩『ヴィレハルム』において、この地で亜麻の生産が盛んだったと推測される記述をしている。13世紀後半以降、2週間にわたる市が開かれ、ネルトリンゲンはフランクフルトと並ぶドイツで最も重要な遠距離交易都市の一つとなったのである。
1238年の火災で都市の大部分は焼失したのだが、ただちに復興された。三世代後には市壁の外にも多くの手工業者、特に革なめし工や織工が住み着いていた。そこで1327年から14世紀末にかけて、郊外地を組み入れる、今も遺る市壁が建設された。これにより市壁内の面積は4倍の50 ha に拡大した。人口は5000-6000人であった。1427年に聖ゲオルク教会の建設も始まった。
1529年のシュパイヤー帝国会議で、この都市はプロテスタントを支持する少数派に属した。市民はプロテスタント信仰の拡大が妨害されないことを要求した。1555年にネルトリンゲンの宗教改革が確定した。
ネルトリンゲンでの魔女狩りの歴史は記録がよく遺されている。1589年から1598年までの間に34人の男女が魔法使いとされ、火あぶりで処刑された。

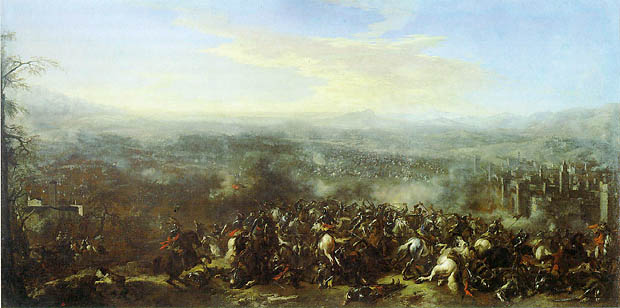
ネルトリンゲンの戦い (1634年)

三十年戦争で歴史の転換点となったのがネルトリンゲン包囲戦とそれに続く1634年に起きたネルトリンゲンの戦いである。この戦いでスウェーデン＝プロテスタント軍は初めて皇帝＝ハプスブルク軍にはっきりとした敗北を喫したのであった。ネルトリンゲンは勝者に城門を開かねばならなかったが、高額の賠償金を支払うことで略奪行為を免れた。しかし、この都市は包囲戦からその後にかけて飢餓や病気で住民の半分以上を失うという被害を受けていた。さらにその後のスペイン継承戦争でも、近くで起こったヘーヒシュタットの戦いによりこの都市は打撃を被っている。

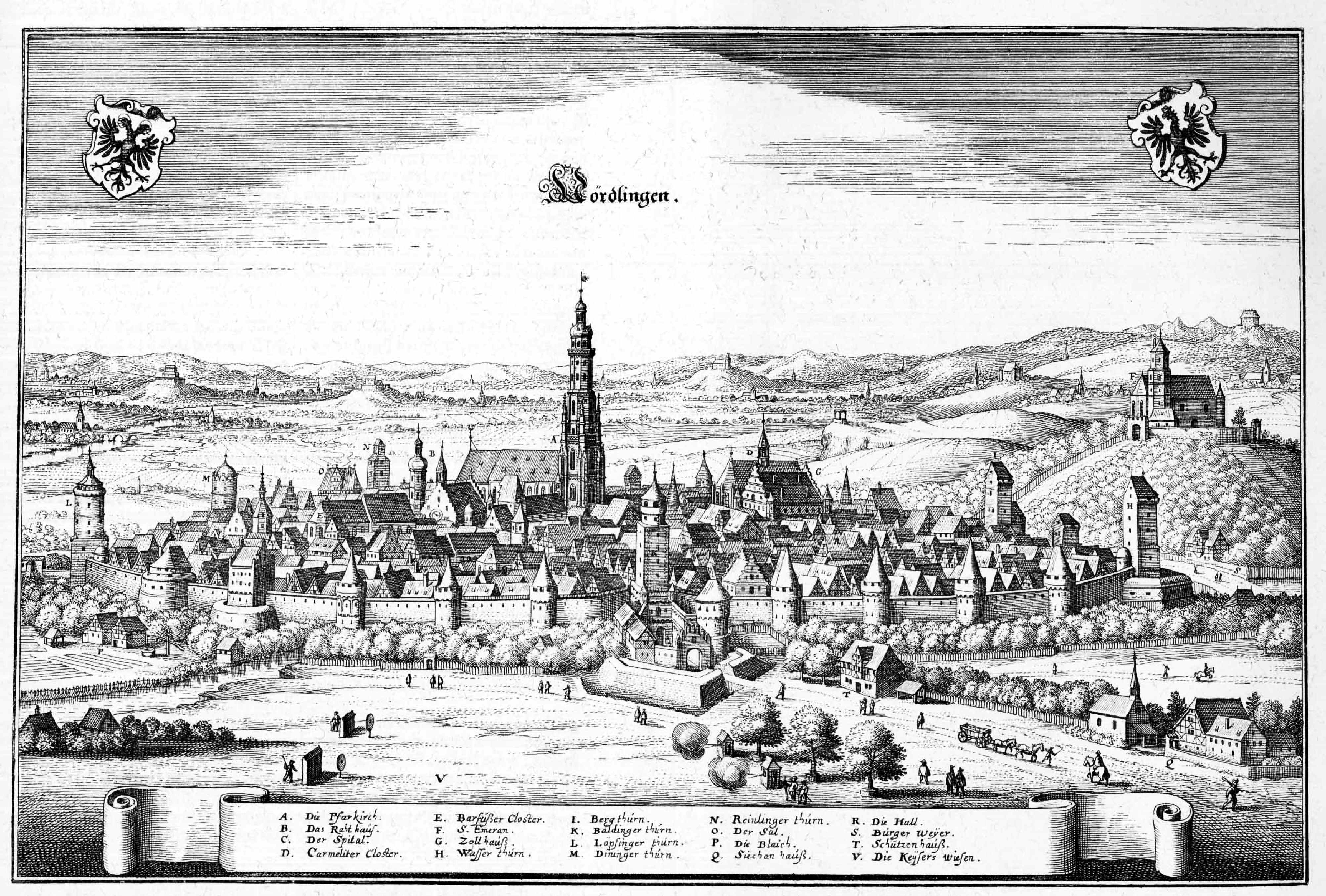
1643-1656年頃のネルトリンゲン

戦争の後、交易は港湾都市で行われるようになり、ネルトリンゲンは交易中心都市としての機能を喪失した。この時代の沈滞が、中世の風景が現代まで遺された理由である。
1802年にバイエルン選帝侯はこの都市を併合し、これにより帝国都市の地位も失われた。
1849年5月15日、ルートヴィヒ南北鉄道の操業開始によってネルトリンゲンはバイエルン王立国営鉄道の鉄道網に接続した。1861年7月25日、ヴュルテンベルク王立国営鉄道がカンシュタットからアーレンを経由してネルトリンゲンまで完成した。この路線は1863年に全線開通した。

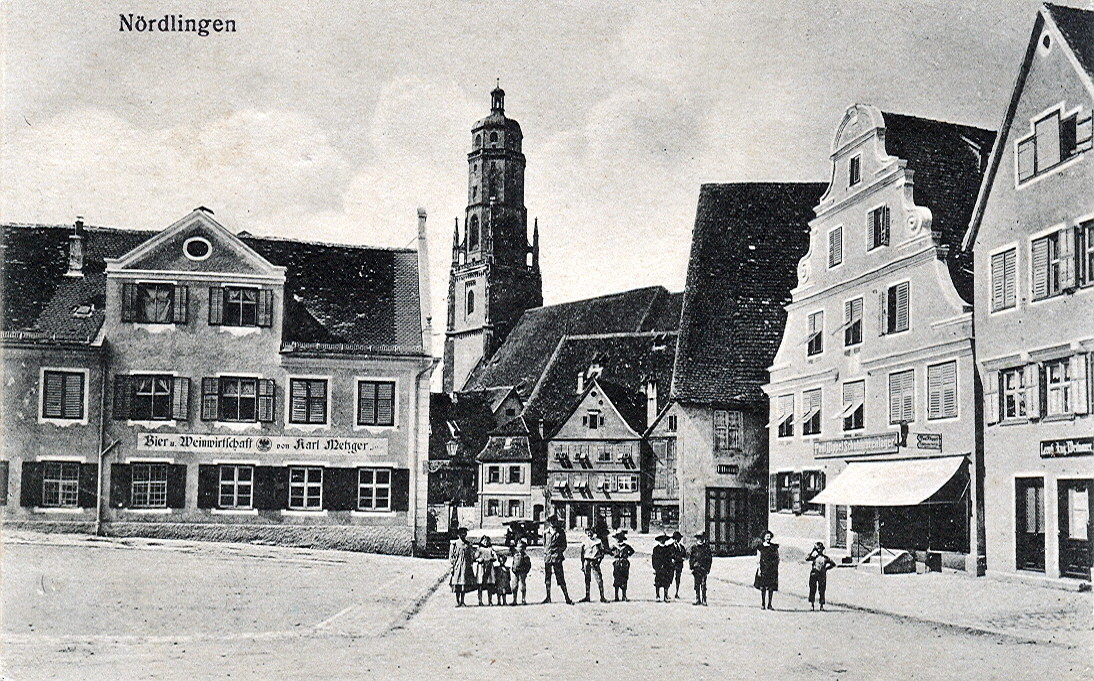
1918年のネルトリンゲンのブレッターマルクト

中世からネルトリンゲンにはユダヤ人家族が定住していた。死者はネーアメンミンガー・ヴェクのユダヤ人墓地に葬られ、1885年にはクロイツガッセ 1に新しいシナゴーグが建設された。この神殿は1938年11月の迫害運動で親衛隊員に荒らされた。現在のプロテスタント組織事務所に掲げられた記念プレートがこの事件をしのばせる。また、1979年にユダヤ人市民によって屋根が設けられたユダヤ人墓地の記念プレートは、ホロコーストの犠牲者を追悼して建立されたものである。
1939年になってネルトリンゲンの人口はやっと1618年（すなわち三十年戦争前）の水準に復した。
第二次世界大戦では空爆によって1945年春に33人が命を落とした。駅や多くの住宅が破壊され、聖ゲオルク教会も大きな損傷を被った。しかし歴史的旧市街の遺構はほとんど無傷で遺された。
戦後はアメリカ軍の管理地域に属した。アメリカ軍司令部は Displaced Person（DP、旧ドイツ領の東プロイセンやシレジア、チェコ領であったズデーテン地方などから追放された人々）のための難民収容所を設けた。この収容所はUNRRAにより運営され、約500人のDPに宿を提供した。その多くはラトビアやリトアニアからの人々であった。
戦後ネルトリンゲンには4500人を超える故郷を失った人々が定住した。
バイエルン州の郡域再編に伴い、1972年7月にネルトリンゲンは郡独立市の地位を失い、新たに創設されたネルトリンゲン＝ドナウヴェルト郡に編入された。この郡は1973年5月1日に「ドナウ＝リース郡」と改名された。

## 行政
市議会は24人の議員からなる。

### 首長
| 名前                       | 政党 | 肩書き   | 任期       |
| パウル・ゼルトナー         |      | 第1市長  | 1945–1946  |
| ヨーゼフ・ファイル         |      | 第1市長  | 1946–1948  |
| ヨハネス・ヴァインベルガー | SPD  | 上級市長 | 1948–1964  |
| ヘルマン・ケスラー         | CSU  | 上級市長 | 1964–1982  |
| パウル・クリング           | CSU  | 上級市長 | 1982–2006  |
| ヘルマン・ファウル         | PWG  | 上級市長 | 2006-2020  |
| ダーフィト・ヴィットナー   | PWG  | 上級市長 | 2020年以降 |

### 姉妹都市
- ウォガウォガ（オーストラリア、ニューサウスウェールズ州）1967年
- リオン（フランス、ピュイ＝ド＝ドーム県）1970年
- シュトルベルク/エルツゲビルゲ（ドイツ、ザクセン州）1991年
- マーカム（カナダ、オンタリオ州）2001年
- オロモウツ（チェコ、オロモウツ州）2008年

### 保護協力関係
- 1951年、テチェン＝ボーエンバッハ市（現 Děčín）および同名の郡から逐われたズデーテン系ドイツ人に対する保護協力を引き受けた。
- 1976年、オロモウツ市を逐われたドイツ人に対する保護協力を引き受けた。

## 宗教
ネルトリンゲンはプロテスタントのバイエルン地方教会アウクスブルク教会郡の監督官所在地である。カトリックのネルトリンゲン首席司祭区はアウクスブルク司教区に属す。

## 文化と見所

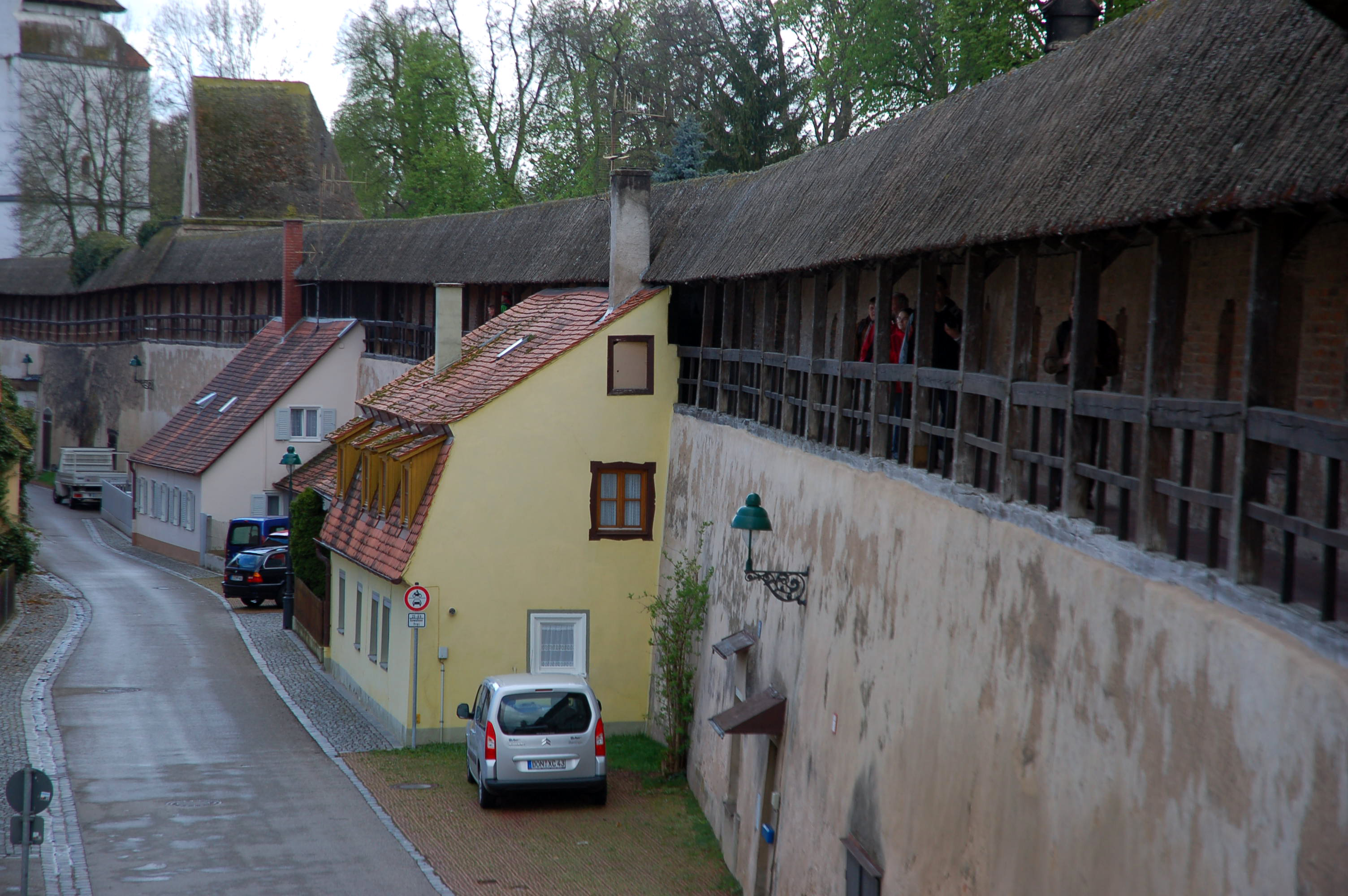
ネルトリンゲンの市壁

### 建築

#### 市壁
ほぼ完全に保存されている1327年に建造された市壁は5つの楼門と11の塔、2つの堡塁を有している。市壁の内側の通路も完全に保存されており、歩いて通ることができる。
一番大きな楼門は南のベルガー門である。ここから時計回りに西のバルディンガー門、市壁博物館としても使われている北のレプジンガー門、北東のダイニンガー門、東のライムリンガー門が連なる。塔は、北西から時計回りにファイル塔、レーヴェン塔、オベーラー・ヴァッサー塔、バックオーフェン塔（5基）、シュピッツ塔、ウンテラー・ヴァッサー塔、ライス塔である。2つのフロアに大砲が設置されていた旧堡塁は完全に保存されている。これに対し、新しい堡塁は1808年から1826年に取り壊された。
- バルディンガー門
- レプジンガー門
- ダイニンガー門
- ライムリンガー門
- ファイル塔
- レーヴェン塔
- バックオーフェン塔

#### 教会

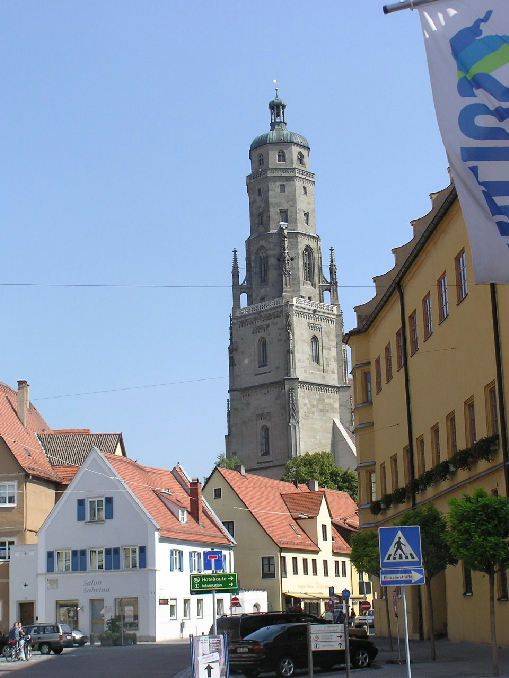
「ダニエル」

ネルトリンゲンを象徴する建造物は、1427年から1505年に建造されたゴシック教会である聖ゲオルク教会の高さ90mのダニエルと呼ばれる教会塔である。見所は他にも旧市街南西の端にあるカトリックの聖ザルヴァトール教会がある。ネオゴシック様式の聖エメラム墓地教会は1874年から1875年に造られたが、その原型はネルトリンゲンに最初に建てられて教会で9世紀にまで遡る。シュピタール教会は13世紀に聖霊病院の一部として建設されたものである。聖ヨーゼフ教区教会は1960年から1962年に建設された。
- 聖ゲオルク教会
- ザルヴァトール教会
- シュピタール教会

#### マルクト広場

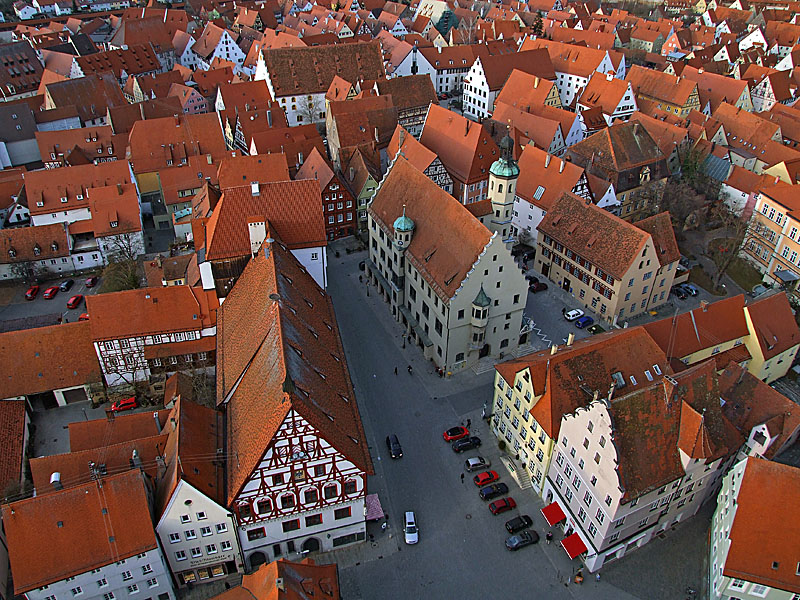
ダニエルから見下ろしたマルクト広場

聖ゲオルク教会の北側にはマルクト広場があり、中世には毎年10日間、ここで見本市が開催された。布地の商人達は、ブロート・タンツハウスに商品を展示していた。この建物は1442年から1444年に建設されたもので、上層階は祝祭ホールとして使われていた。この建物と橋でつながっているのが木組み建築のメツィヒである。普段は肉屋 (Metzger) の売店が占めているのだが、見本市の時期には売り場が拡張して利用された。さらに1304年の文献にはすでに登場するヘーエ・ハウスもある。
向かい側に立つゲストハウス「ツア・ゾンネ」（太陽亭）は1350年に建設され、1405年から領主館として用いられていた。1500年頃には皇帝フリードリヒ3世とマクシミリアン1世、1548年にカール4世、1788年にはヨハン・ヴォルフガング・フォン・ゲーテがゲストとして宿泊し、1970年にはアポロ月面旅行計画の宇宙飛行士らが宿舎とした。
この建物のすぐ北隣に市庁舎がある。聖ゲオルク教会や市内の多くの建物同様、ネルトリンガー・リースで産出される多孔性のスーバイトを用いて建設されている。1313年にはすでに販売記録にその名が記されており、当時は市場の販売会場として利用されていることが立証された。1382年に市はこの建物を賃借し、それ以後ずっと市庁舎として使われている。1500年頃に上層階に階段破風が設けられ、建物の張り出し部が取り付けられた。1509年に宝物塔、1618年に印象的なルネサンス様式の階段口が増築された。16世紀にシュヴァーベン同盟の代表者が会した大集会ホール内にはハンス・ショイフェリンの大きくて貴重なフレスコの壁絵がある。
- ブロート・タンツハウス
- 市庁舎（左）と太陽亭（右）
- 市庁舎の階段口

#### 旧市街

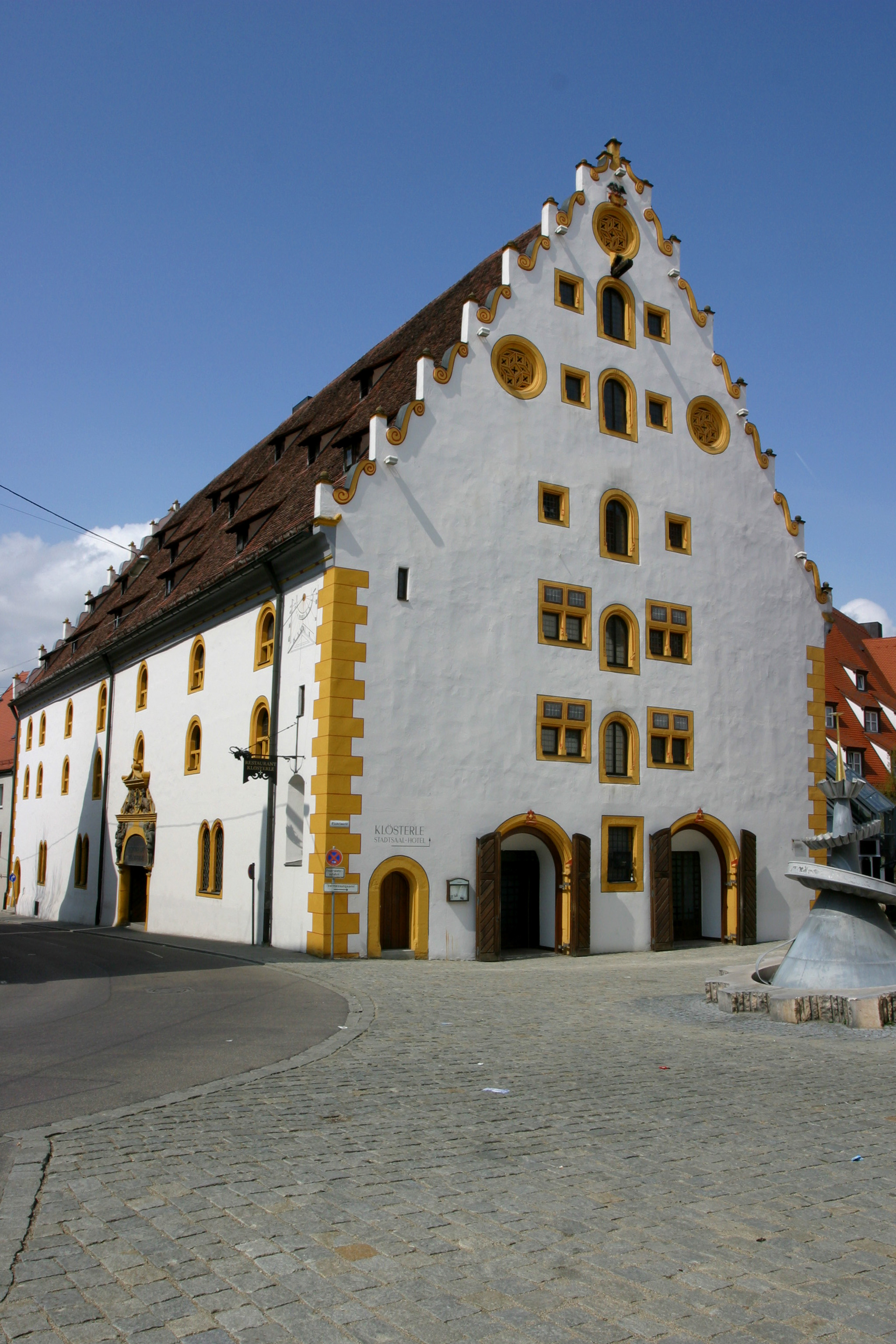
クレステルレ

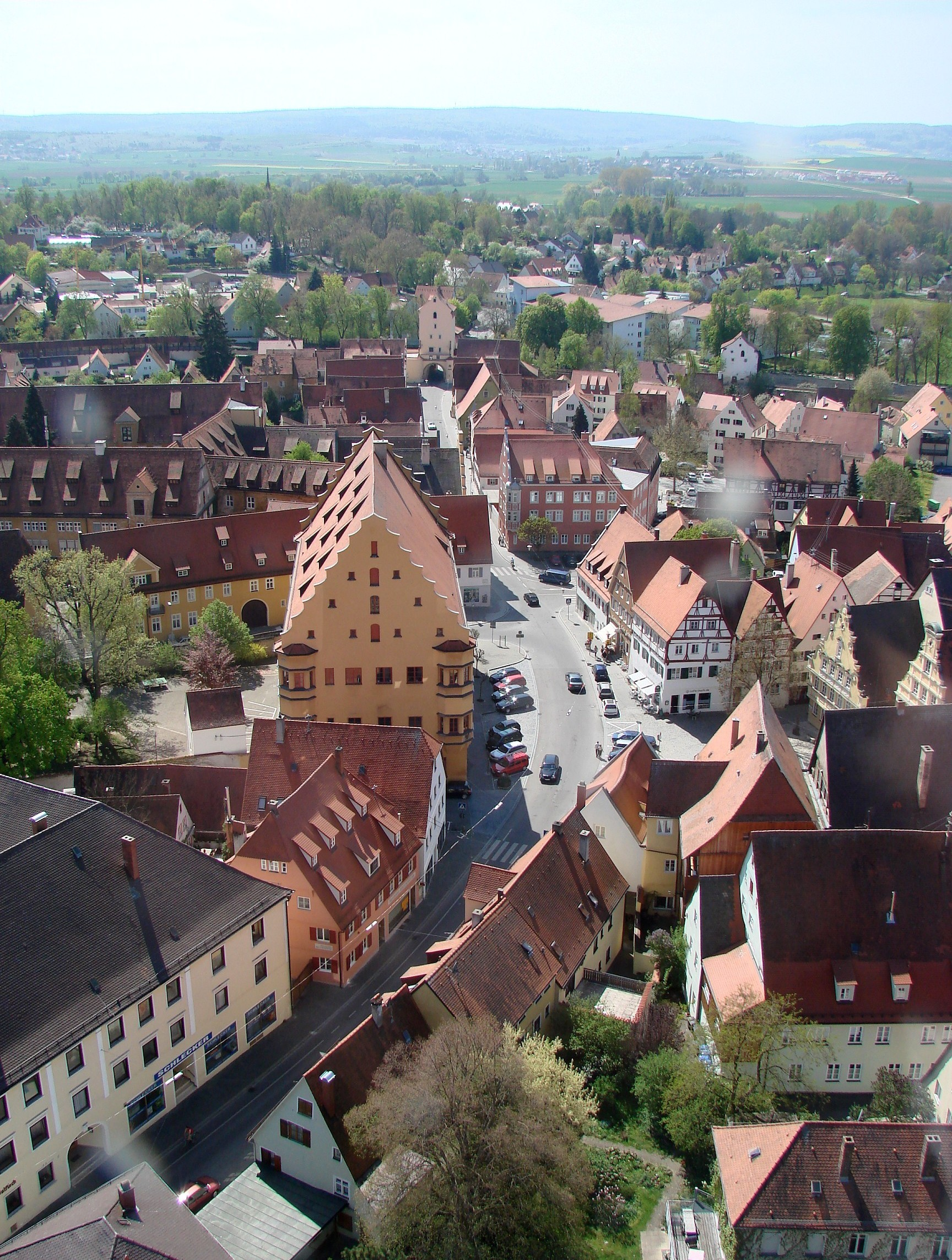
ダニエルから旧市街南側を望む。中央の一際大きな建物がホールである。通りの外れにあるのがベルガー門である。

ネルトリンゲン旧市街全域には、中世やルネサンスの時代から愛情込めて手入れされた豪華な建物が豊富に遺されている。
マルクト広場の北西に、ノミの市が開かれるアイゼンガッセがある。この通りは周辺に金物商（Eisen = 鉄）が多く住み着いたことから名付けられた。アイゼンガッセ沿いでは1563年に建造されたシュナイトチェ・ハウスが注目に値する。三十年戦争の際、1632年9月にグスタフ2世アドルフが2日間この建物を宿とした。この通りはハーフェンマルクト（かめ市場）につながっている。ハーフェンマルクト沿いには、1278年から1802年までカイスハイム帝国修道院の所有であったカスハイマー・ハウスがある。やはりハーフェンマルクト沿いにあった1425年建造の装飾性の高い旧商家ハーフェンハウスは1955年5月3日の火事で焼失した。
テンデルマルクトでは北西角の大きなクレステルレが目に付く。この建物はかつてフランシスコ会修道院であった。宗教改革の時代に徐々に衰退していった。市は1536年にこの建物を買い取り、1584年から1587年に穀物庫に改築した。内陣は取り壊され、現在の大きな階段破風が設けられた。
その西側には典型的な木組み建築の製革工房が数軒ある。前方に大きく突き出しているのは乾燥スペースであり、上階はギャラリーになっている。作業に必要な大量の水はエーガー運河によりこの地区に供給された。このため、この地区の北端の橋の近くにノイミューレの大きな水車がある。
1233年に創設された聖霊病院はかつて老人や貧民の養護施設として用いられていた。当時の多くの類似施設同様、寄進によって運営・拡張された。13世紀に建設された施療教会は14世紀の貴重な壁絵が保存されている。それぞれ15世紀および16世紀に建設された2つの本館は市立博物館に利用されている。
旧市街南部では1697年建造のヴィンターシェ・ハウス（冬の家）が特筆に値する。大きく、均整のとれた木組み建築は、その背後に趣の良い庭園を隠している。ヴァインマルクト（ワイン市場）沿いには一連の特徴的な市民の家があり、大きく重量感があって一際目立つ1541 - 1543年に建造されたホールがある。この建物は初め、市の塩やワインの倉庫として使われていた。ヴァインマルクトには、かつてのレストラン、ツア・クローネ（冠亭）もある。この女主人マリア・ホルは魔女狩りで有名である。
ポリツァイガッセには一連の注目すべき市民の家がある。この通りはヴァインマルクトとマルクト広場を結んでいる。ここには旧郵便局、メッツェルシェ・ハウス、アインホルン薬局がある。
ゲオルク教会の東、リューベンマルクトには、1870年から71年の普仏戦争を記念して1902年にゲオルク・ヴルバによって建立されたユーゲントシュティール様式の戦争の泉がある。
オクゼンツヴィンガーとベルガー門の間の市堀のフリックヒンガー斜面は彫刻のある公園施設で、エキゾチックな樹木が植えられ、バラ園（ローザリウム）が設けられている。
- ハーフェンマルクト
- ネルトリンゲンの製革工房
- ノイミューレ
- 冬の家
- 戦争の泉

### マリエンヘーエ
ガルゲンベルクおよびシュトッフェルスベルクは旧市街南東の森林で覆われた地域であり、マリー・フリーデリケ・フォン・プロイセンにちなんだ名（マリエンヘーエ = マリーの丘陵）で呼ばれている。元々は不毛の丘陵であったが、1834年に植林が始まり、次第に風致公園に整備されていった。ガルゲンベルクのヘクセンフェルゼン（魔女の岩）は、中世の魔女狩りの時代には市立処刑場であった。1817年にマリエンヘーエに初めてビアホールができた。現在3軒のビアホールがあり、ハイキングの目的地となっている。マリエンヘーエの南斜面にはネルトリンゲン屋外プールがある。

### 博物館

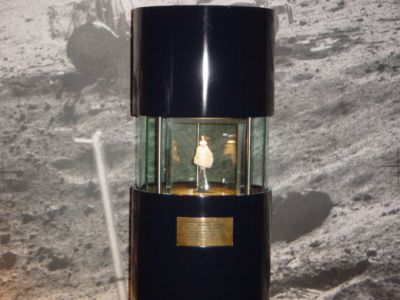
リースクレーター博物館の月の石

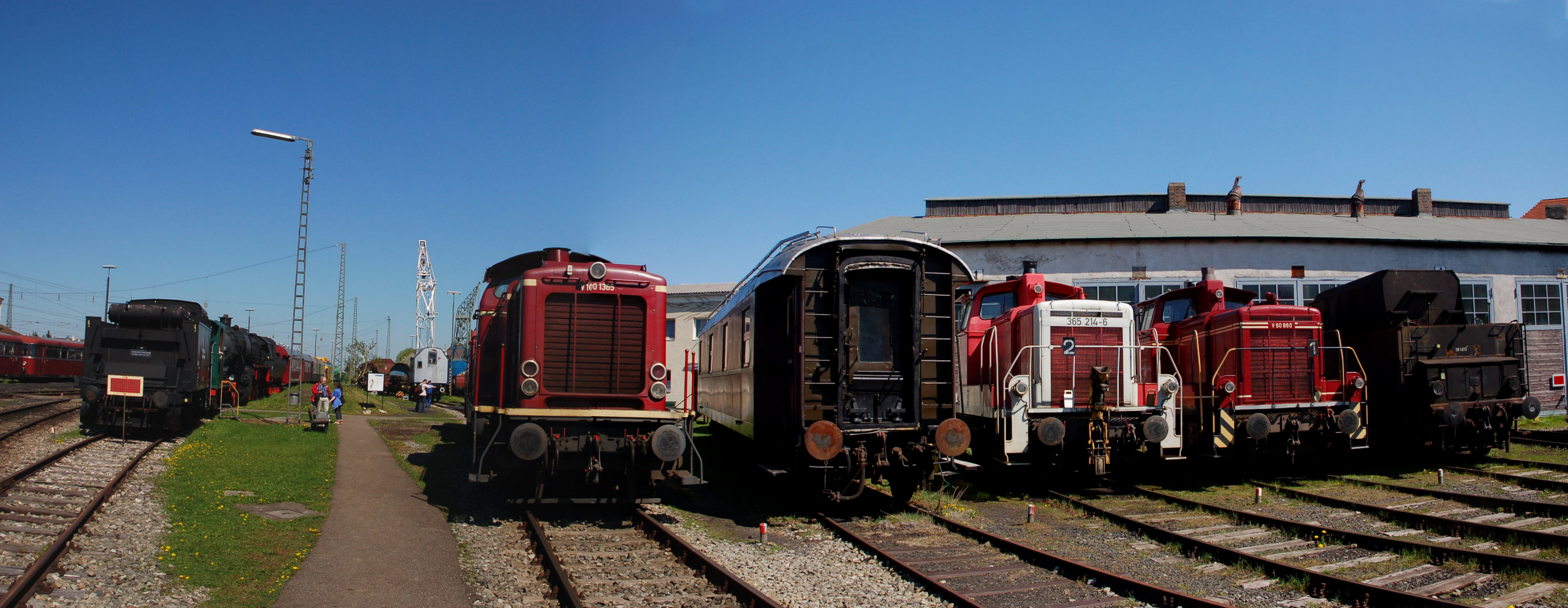
ネルトリンゲン鉄道博物館

- リースクレーター博物館は、周辺地域の生成過程に関する地学上興味深い教材が展示され、1500万年前にネルトリンガー・リースが生成された際の衝撃をシミュレーションすることができる。この博物館では、また、本物の月の石を見学することができる。これはネルトリンゲン市のNASAに対する継続的な援助に対して贈られたものである。アポロ14号および17号の宇宙飛行士らは1970年にリースで訓練を行った。リースの石切場で産生するスーバイトは月表面の岩石と類似している。この石は、隕石の衝突のような極端な気圧や温度といった特殊な条件下でのみ生成されるものである。
- ネルトリンゲン市立博物館は帝国都市ネルトリンゲンの歴史やネルトリンガー・リースの入植の歴史を展示している。ここにはフリードリヒ・ヘルリン、ハンス・ショイフェリン、ゼバスティアン・タイクの板絵を収蔵している。オフネットヘーレンから出土した頭蓋骨もここに収められている。
- 市壁博物館は、レプジンガー楼門塔の6つのフロアを用いてネルトリンゲンの市壁の歴史について展示している。ここにはネルトリンゲンの戦いのスズ人形によるジオラマ旧市街全域の模型を見ることができる。
- バイエルン鉄道博物館には100両を超えるオリジナルの車両が保存されており、その中には運転可能な状態では最も古い標準軌用蒸気機関車が含まれる。
- 博物館アウゲンブリック — 視覚・音響アトラクション博物館にはメディア時代初期からの展示品がある。のぞきからくり、パノラマ、幻灯、手回しオルガン、自動ピアノ、オルゴール、手回し蓄音機などである。
- ヴァイバッハハウスのティーミヒ・ギャラリーは額装した有名絵画の複製画展示されている。このギャラリーは1991年に出版者のギュンター・ティーミヒがシュピタルホーフの旧パン屋を改装して造られた。見ることのできる絵画は、ジョット、ティツィアーノ、ラファエロ、デューラー、ルーベンス、ゴヤ、マッケ、フランツ・マルク、カンディンスキー等である。

### 演劇
中世の堡塁の中にある野外劇場アルテ・バスタイ（旧堡塁）は、アマチュア劇団のフェライン・アルト・ネルトリンゲンが毎年夏に歴史劇や現代劇を上演する会場になっている。自主運営の地元で評判良い演劇プロジェクトはドラマティシェ・アサーベル・ネルトリンゲン（ドラマティック・アンサンブル・ネルトリンゲン）である。冬のシーズンになるとクレステルレ市立ホールで定期的に旅芝居が公演を行う。オクゼンツヴィンゲン文化センターには小芸術劇場がある。
ネルトリンゲンは、1604年に短縮・簡略化版の『ロミオとジュリエット』を上演し、イギリス外で初めてシェークスピア作品を上演したという演劇史上の名声を獲得した。

### 音楽
1924年に設立されたネルトリンゲン子供楽団は南ドイツの有名な子供楽団である。この若い音楽家達は世界中にツアーを行ったり、サッカーの国際試合や使節が訪問した際に演奏を行ったりしている。市立楽団は1990年に設立された。リーザー音楽学校（リース音楽学校）は音楽の早期教育や楽器演奏に関する授業を行っている。多くの合唱団、クラシックのアンサンブルやジャズ・アンサンブルがネルトリンゲンでサークル活動を行っている。リース・ライフアイゼン国民銀行の冬のコンサート・シリーズには著名な室内楽アンサンブルが出演する。ネルトリンゲンの酒場（クナイペ）でロック、ポップス、ジャズのバンドが演奏を行うネルトリンガー・クナイプツアーは、1996年以降、毎年春に開催されている。

### 行事

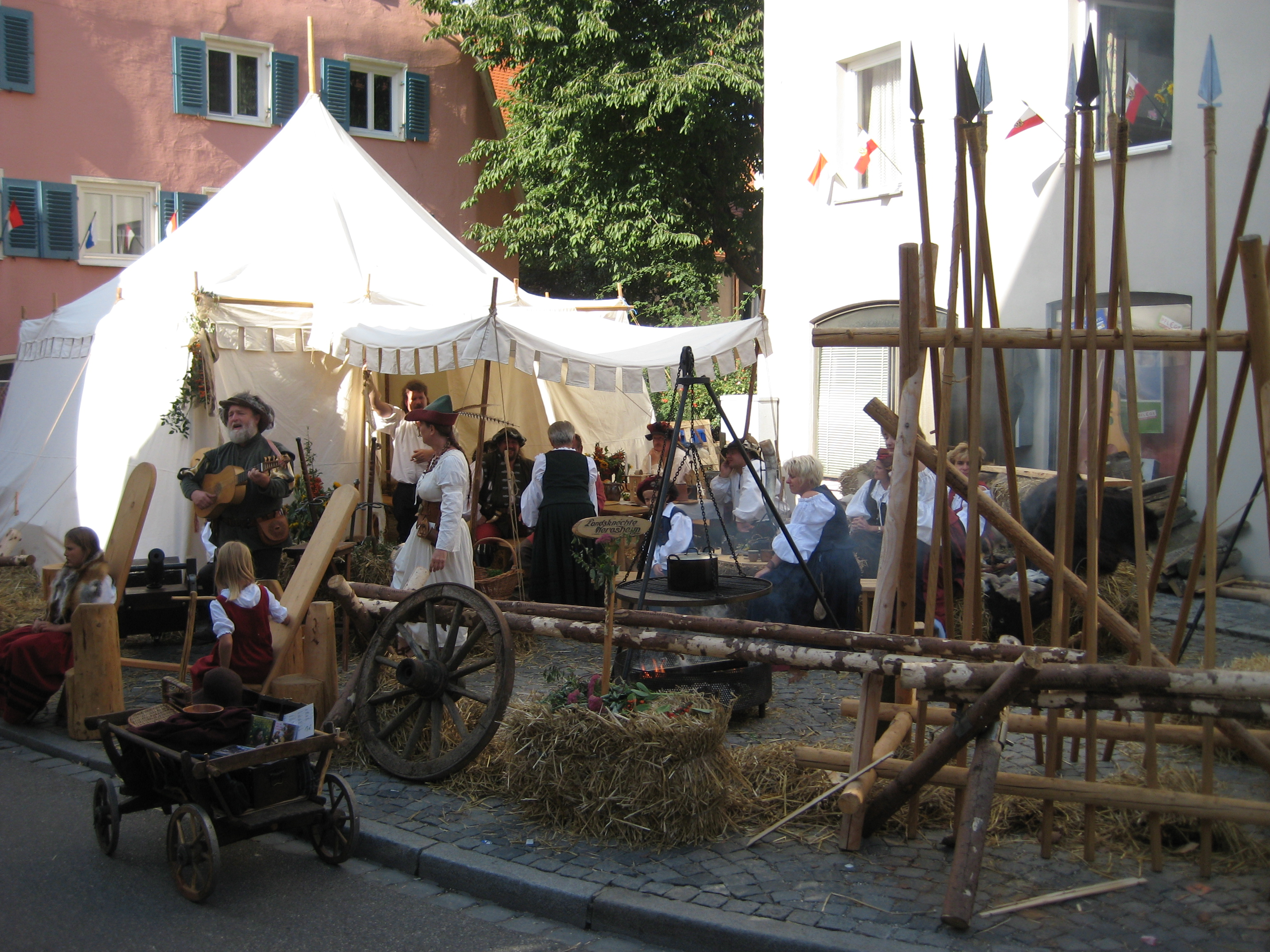
2007年に開催された市壁祭の様子

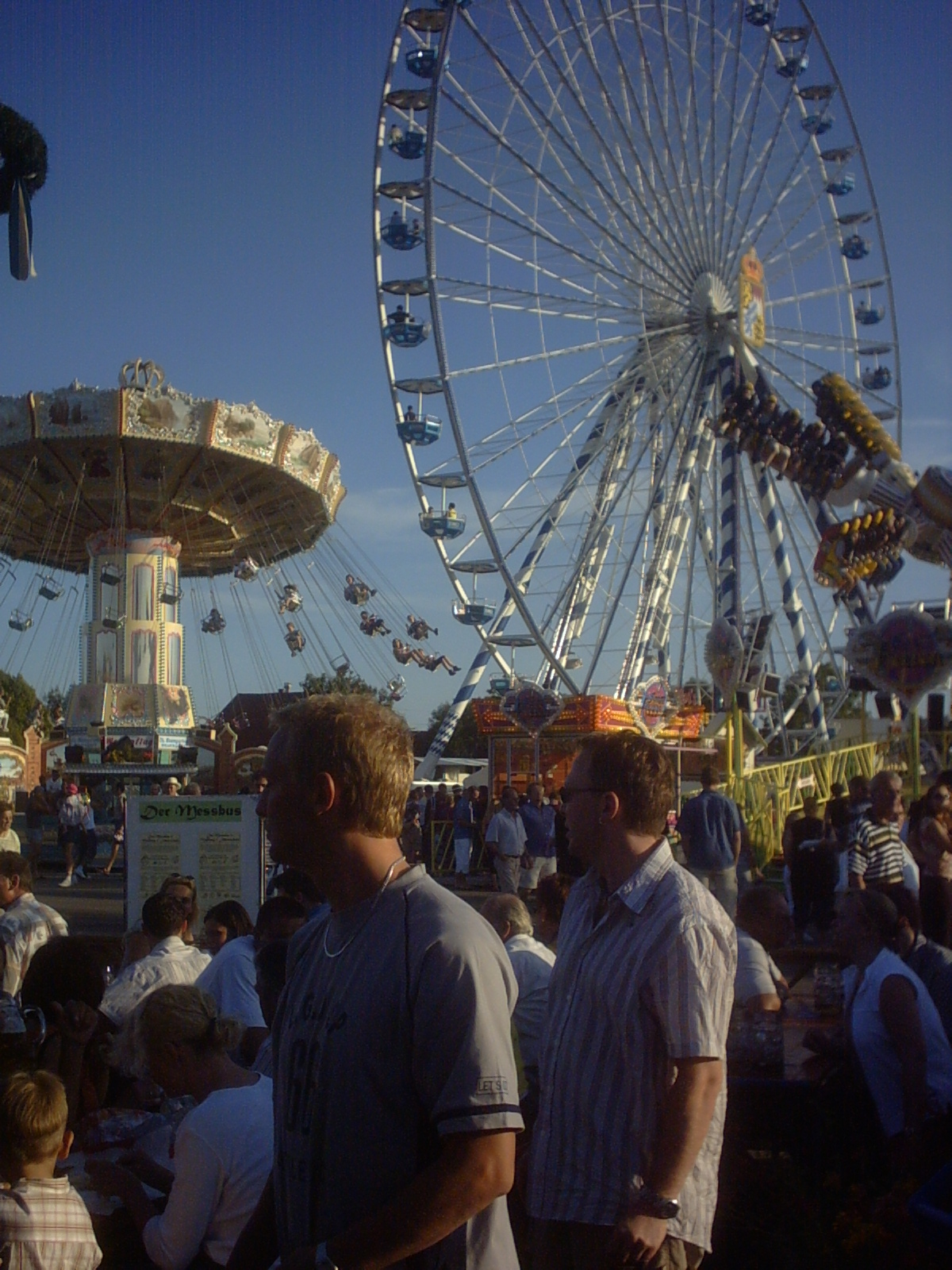
聖霊降臨祭のメッセ

- ネルトリンゲンの人々は、3年ごとに旧帝国自由都市時代を再現する歴史的な市壁祭に参加する。この祭では手工芸の他に中世の騎士劇や騎乗槍試合などが行われる。
- シュターベンフェストは、1406年までその起源が遡る祭であり、ドイツで最も古い子供祭である[11]。毎年、母の日の次の月曜日のネルトリンゲンの全学童が市旗、花、シラカバの枝を持って参加するパレードで幕を開ける。
- 毎年、聖霊降臨祭の後の2番目の土曜日に祝祭パレードを伴うネルトリンゲンの聖霊降臨祭のメッセが開催される[12]。この祭は、フリーマーケットや移動遊園地が開かれ、10日間続く。
- クリスマスマーケットは、第1アドヴェント前の金曜日に始まり、毎日開催される[12]。
- 夏にはシャルラハレンネンが開催される。この国際的な乗馬競技大会は1438年にまでその起源が遡る。
- 旧市街では、陶器市、バラ市、春の市、9月市、秋の市が開催される。8月に開催される「みんなのノミの市」は、市当局によればバイエルン最大の市場の一つである。
- 2019年現在、夜警を通年維持している数少ない都市のひとつである。夜警は、中世に木造建築が多かった欧州の各都市で、夜間に防火対策にあたる職であるが、現代においてもなお伝統的な仕事として受け継がれている[13]。

## スポーツと余暇

### スポーツクラブ
- TSV1861ネルトリンゲンは、ネルトリンゲンで最も会員数の多いスポーツクラブである。このクラブには多くの種目がある。バドミントン、バスケットボール、フェンシング、サッカー、ハンドボール、柔道/柔術、陸上競技、卓球、体操、バレーボールなどである。女子バスケットボールチームのBG ドナウ＝リースは女子バスケットボール・ブンデスリーガでプレイしている。男子バスケットボールチームのジャイアンツ・ネルトリンゲンはPro Aリーガ（ブンデスリーガ2部にあたる）でプレイしている。
- 1984年に設立されたサッカークラブ SCアスレチック・ネルトリンゲンは、特に女子チームが有名である。このクラブには約300人が登録している。
- リーザー・スキー・スノーボードクラブ・ネルトリンゲンは、冬になるとスキーツアーを企画している。スキー＝スノーボード教室と連携してスキー指導員チームが付いたコースを設けている。この他にフィットネスコースやフィギュアスキーのコースもある。
- テニスクラブ「ロート＝ヴァイス」ネルトリンゲン e.V. は2002年に設立100年祭を祝った。このクラブは、マリエンヘーエの麓に10面のクレイコートを有し、2007年にはクラブハウスも完成した。

### レクリエーション・スポーツ施設
リーザー・スポーツパークは公園風のスポーツ施設である。中心には1万人の客席と予備グランドやトレーニンググランドを持つ陸上競技場（ゲルト・ミュラー・シュターディオン）がある。このグランドはTSVネルトリンゲンのホームグラウンドでもある。この他、ヘルマン・ケスラー・ハレ（体育館）がリーザー・スポーツパークのもう一つの中心となるスポーツ施設である。この体育館は5階建てで、2008年のネルトリンゲンで開催されたバスケットボールのホームゲームのために、キャパシティ3,000人に拡張された。テニスには、数面のクレイコートと3面の屋内コートが使用できる。この他にネルトリンゲンには、モーター飛行機およびグライダーのための飛行場がある。ボイムレスグラーベンのスケート場は、市によれば南ドイツ最大の天然スケートリンクである。

## 経済と社会資本

### 交通

#### 道路
- アウトバーンA7号線はネルトリンゲンの西約25kmを通っている。
- ネルトリンゲンはロマンティック街道に面している。この観光街道はヴュルツブルクとフュッセンを結んでいるが、ネルトリンゲン付近では連邦道B25線を経由している。また、シュヴェービシェ・アルプ街道にも面している。
- 連邦道B466号 シュヴァーバッハ - ウルム線
- 連邦道B29号 ヴァイブリンゲン - ネルトリンゲン線は、ネルトリンゲンが終点である。

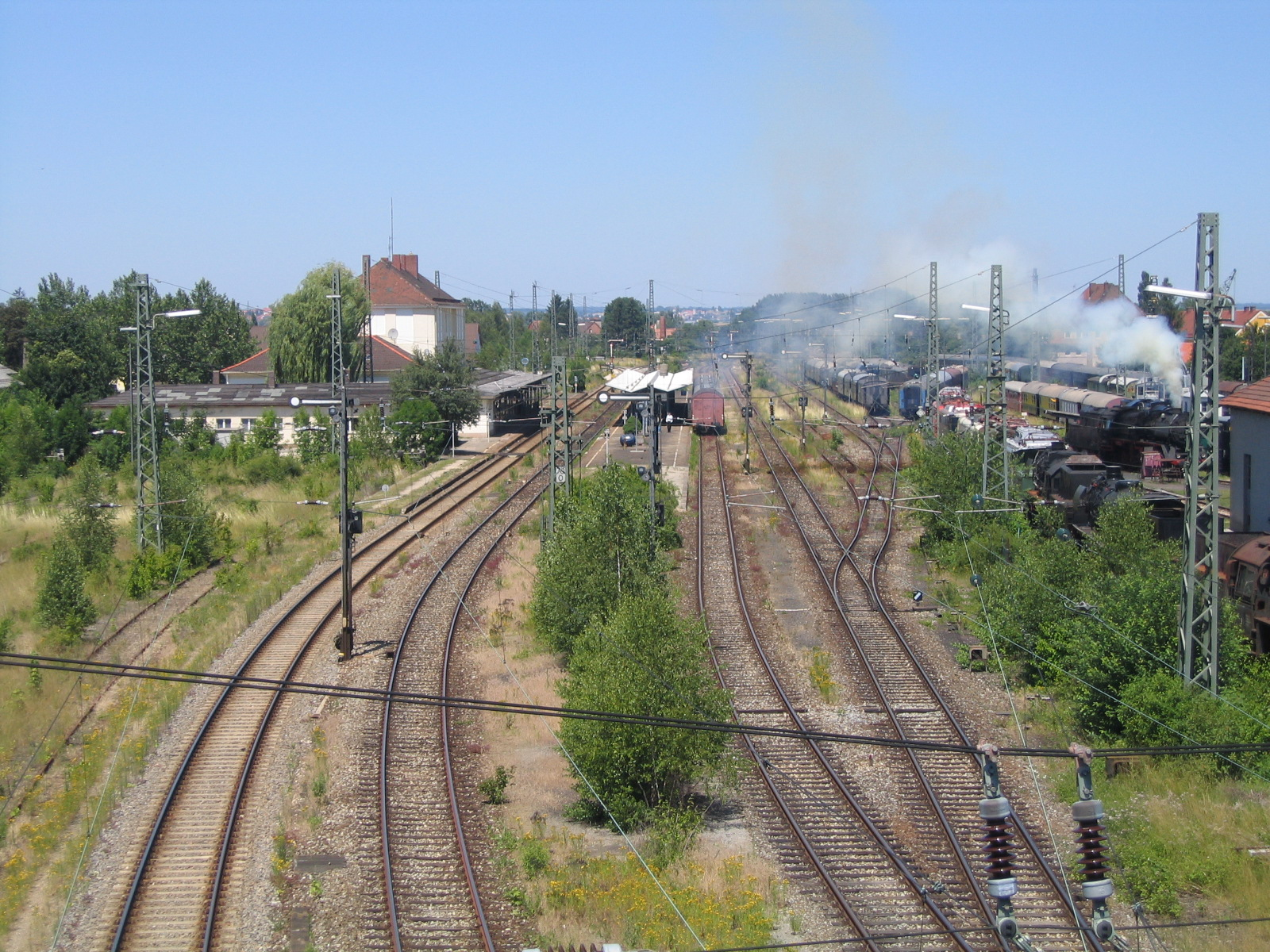
ネルトリンゲン駅。画面右手はバイエルン鉄道博物館で、蒸気機関車から煙や蒸気が立ち上っている。

#### 鉄道
ネルトリンゲンにはリース鉄道アーレン - ドナウヴェルト間の列車が停車する。ドムビュールへの路線とグンツェンハウゼンを経由してニュルンベルクに至る路線は定期的な旅客運行を停止しており、ヴェムディングへの支線は廃線になった。このため、ネルトリンゲンの乗換駅としての機能は失われている。古い操車場はバイエルン鉄道博物館として利用されている。

#### 航空
市のすぐ北には、リーザー・フルクシュポルトフェラインe.V.（スポーツ飛行クラブ）が特殊飛行場を運営している。交通用の小さな飛行場はネルトリンゲンから20km離れたアーレンのハイデンハイム区にある。最寄りの一般空港はニュルンベルク、シュトゥットガルト、メミンゲン、ミュンヘンにある。

### 経済
ネルトリンゲンには、中規模企業を主体として、多くの業種の企業がある。元々盛んだった繊維産業からは、ブランドを興したストラネス (Strenesse) だけが残っている。地域内の商売が中心であり、周辺は都市部への農作物供給地域となっている。

#### 伝統産業

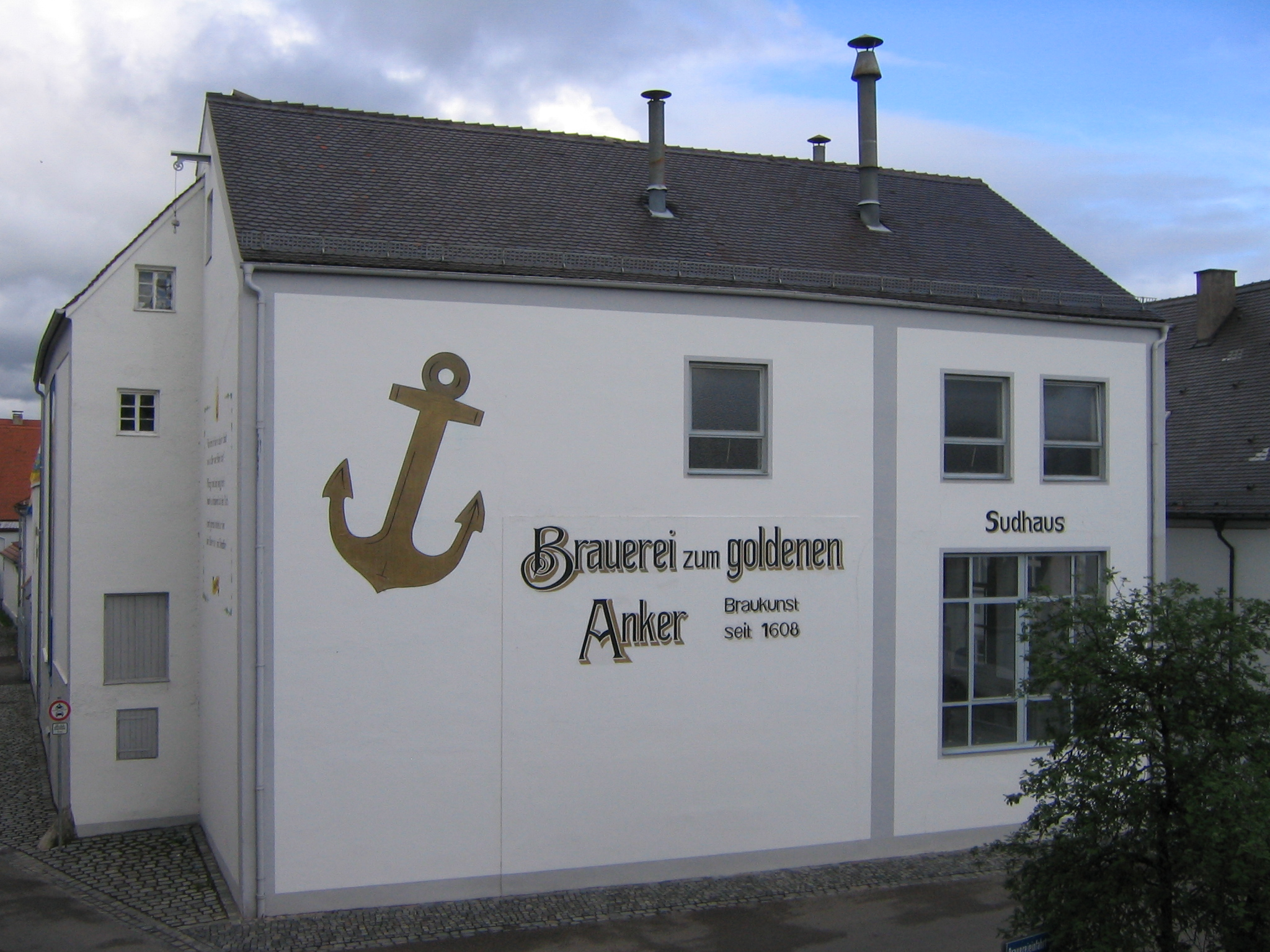
アンカー醸造所

大変に古く、かつては主要都市であったネルトリンゲンには100年を超える伝統のある企業が残っている。
- 1608年創業のアンカー醸造所 (Ankerbrauerei) は市内に最後に残ったビール醸造所である。
- C.H.ベック出版社 (Verlag C. H. Beck) は1763年創業。この出版社自体はミュンヘンに移転したが、印刷所はそれ以後もネルトリンゲンに残っている。
- レーレンシェ・ハントプレセ (Rehlensche Handpresse) は、ネルトリンゲンの長い印刷の伝統を受け継いでいる。この会社は、かつての書籍印刷会社グレノ (Greno) と中小の印刷会社が合併してできた会社である。

#### 企業
- ネルトリンゲンに住むファッションデザイナー、ガブリエーレ・シュトレーレは婦人・紳士服のストラネス (Strenesse) ブランドを立ち上げた。
- 香料・アロマ企業のシムライズは、ネルトリンゲンに飲料メーカーのための香料に関する研究開発および生産拠点を置いている。
- SCA包装は、ネルトリンゲン工場で段ボールから包装材料を生産している。
- Kathrein-Werkは800人以上の従業員を擁するネルトリンゲン工場で携帯用通信アンテナを生産している。

### 観光業
ネルトリンゲンの中世の趣を持つ旧市街は19世紀末から観光の対象であった。ツーリズムと外食はネルトリンゲンの重要な経済基盤となっている。市当局は、2007年には延べ70,267泊の宿泊客があったとしている。宿泊客の1/3が外国からの客であり、その多くはイタリア人、韓国人、アメリカ人、イギリス人である。旧市街の他に地質学上ユニークでゲオパークとして知られるリースクレーターがツアー先として開発されている。ネルトリンゲンは、ロマンティック街道、シュヴェービシェ・アルプ街道、マイン＝ドナウ遊歩道およびドイチェ・ザンクト・ヤーコブス協会のヤーコプスヴェク I に面しているシュヴェービシェ・アルプ協会の主要遊歩道1はネルトリンゲン南部のリース周縁部を通っている。リースクレーター惑星の道は、聖ゲオルク教会の丸屋根を太陽に見立て、リース内に惑星の表示を建てたものだが、冥王星はハールブルクのすぐ手前にまで至る。

### メディア
この地域の日刊紙は リーザー・ナハリヒテン (Rieser Nachrichten) という名であり、アウクスブルガー・アルゲマイネ (Augsburger Allgemeine) の地方版である。この他にネルトリンゲンでは Extra Ran, WochenZeitung – WZ aktuell und Sonntagszeitung という週刊新聞が発刊されている。

#### メディアの歴史
ネルトリンゲンで発刊された最初の新聞は Continuation der Augspurger Zeitung という名前でルーカス・シュルテスによって印刷されていた。シュルテスは1627年からエッティンゲンで新聞を発行してきたが、1627年にネルトリンゲンに移住した。

### 教育
- 基礎課程学校
- 本課程学校
- テオドール・ホイス・ギムナジウム
- マリア・シュテルン実科学校
- 州立経済学校
- ザンクト・ゲオルク・シューレ
- 州立産業、商業、家政実科学校
- ネルトリンゲン・マリア・シュテルン社会教育専門アカデミー
- リゾレッテ・ノルト・シューレ: 老人看護、老人介護、家政学、小児看護の職業専門学校
- 国家経済学学校
- 建築手工業のマイスターシューレ: 職業教育・継続教育センター
- 建築、電子、機械工学の州立専門学校
- ネルトリンゲン・リースクレーター、衝撃研究センター (ZERIN)
- 西バイエルン・テクノロジー・センター (TCW)
- リーザー音楽学校 e.V.
- リーザー市民大学
- ネルトリンゲン市立図書館
- ガルヴァーノテクニークの図書館

### 司法
ネルトリンゲンは、ミュンヘン上級地方裁判所管区アウクスブルク地方裁判所管区に属す地区裁判所の所在地である。

## 人物

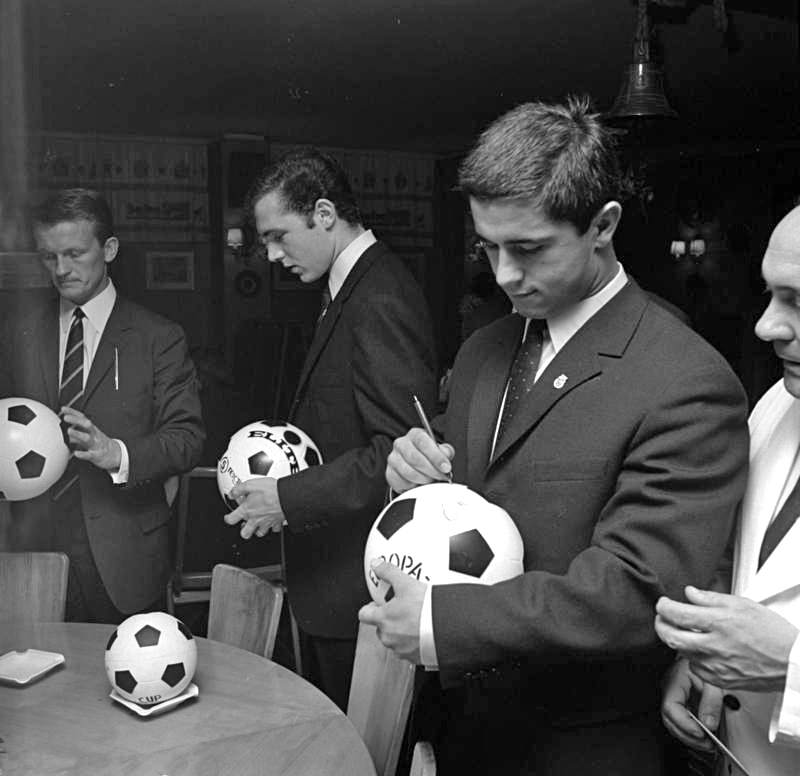
1967年のゲルト・ミュラー

### 出身者
- ハインリヒ・フォン・ネルトリンゲン（1310年頃 - 1356年以後）神秘主義者
- フリードリヒ・ヘルリン（1430年頃 - 1500年頃）画家
- バルトロモイス・ツァイトブロム（1455年頃 - 1518年頃）画家
- アルベルト・アダム（1786年 - 1862年）戦争画家
- ハインリヒ・アダム（1787年 - 1862年）版画師、風景画家
- オスカー・マイヤー（1859年 - 1955年）企業家
- ゲルト・ミュラー（1945年 - ）サッカー選手

### ネルトリンゲンで活動した人物
- ハルトマン・シェーデル（1440年 - 1514年）人文主義者、歴史家
- ハンス・ショイフェリン（1480年から1485年頃 - 1538年または1540年）画家
- パラケルスス（1493年または1494年 - 1541年）錬金術師
- ヒエロニムス・ヴォルフ（1516年 - 1580年）人文主義者、文献学者
- ヴィルヘルム・ハウフ（1802年 - 1827年）ロマン主義の作家
- エルンスト・ニーキシュ（1889年 - 1967年）政治家

## その他

### 郷土料理
- シュターベンヴュルステ: メスヴュルシュトとも呼ばれる細長いグリス・ソーセージ
- リーザー・キュヒレ
- リーザー・バウエルントルテ（タルト）

### 映画、アニメのネルトリンゲン
ネルトリンゲンの中世さながらの旧市街は何度も映画のロケ地に使われている。例えば『夢のチョコレート工場』（1970年）や『Bibi Blocksberg』（2002年）に見ることができる。日本のアニメシリーズ『プリンセスチュチュ』の舞台である架空の街「金冠町」はネルトリンゲンをモデルにしている。聖ゲオルク教会、旧穀物市場、レプジンガー門、戦争の泉、クレステルレあるいは市庁舎の道化の肖像といったネルトリンゲンの建物がオリジナルに忠実に描かれている。また漫画『進撃の巨人』のシガンシナ区を始めとした「壁の内側の街」のモデルとして言及されることも多い。

## 引用
1. ↑  https://www.statistikdaten.bayern.de/genesis/online?operation=result&code=12411-003r&leerzeilen=false&language=de Genesis-Online-Datenbank des Bayerischen Landesamtes für Statistik Tabelle 12411-003r Fortschreibung des Bevölkerungsstandes: Gemeinden, Stichtag (Einwohnerzahlen auf Grundlage des Zensus 2011)
2. ↑  Max Mangold, ed (2005). Duden, Aussprachewörterbuch (6 ed.). Dudenverl. p. 586. ISBN 978-3-411-04066-7
3. ↑  F・ハイデ/F・ヴロツカ『隕石－宇宙からのタイムカプセル』（野上長俊訳）シュプリンガー・フェアラーク東京　1996年　ISBN 4-431-70698-4. 50-54頁。
4. ↑  Bayerische Landesbibliothek Online
5. ↑   Dieter Berger: de:Duden, geographische Namen in Deutschland: Herkunft und Bedeutung  der Namen von Ländern, Städten, Bergen und Gewässern. Mannheim/Wien/Zürich: Bibliographisches Institut, 1993 (ISBN 3-411-06251-7), S. 200.
6. ↑  『ヴィレハルム』295詩節「（異教徒の王ジナグーンの保持していた）剣は長く、輝き、諸刃は充分研がれていた。刃とその溝は欠けることなく、柄は頑丈で太かった。ネルデリング（ネルトリンゲン）にもこれほど大きい亜麻打棒はない」。ヴォルフラム・フォン・エッシェンバハ「ヴィレハルム」第6巻（伊東泰治・馬場勝弥・小栗友一・松浦順子・有川貫太郎訳）〔名古屋大学教養部・名古屋大学語学センター　紀要Ｃ（外国語・外国文学）21輯　1977、112-113頁〕この共訳に基づく小栗友一監修訳『ヴィレハルム・ティトゥレル・叙情詩』鳥影社 2024 では213頁　- Wolfram von Eschenbach: Willehalm, Nach der Handschrift 857 der Stiftsbibliothek St. Gallen, herausgegeben von Joachim Heinzle, Deutscher Klassiker Verlag, Frankfurt am Main, 1991, Bibliothek deutscher Klassiker, Bibliothek des Mittelalters, S. 1017.
7. 1 2  Lexikon des Mittelalters. Bd. VI.  München: LexMA 1993 (ISBN 3-7608-8906-9), Sp. 1237.
8. ↑  ネルトリンゲンの魔女狩り[リンク切れ]
9. ↑  Gedenkstätten für die Opfer des Nationalsozialismus. Eine Dokumentation, Band 1. Bundeszentrale für politische Bildung, Bonn 1995, ISBN 3-89331-208-0, S. 179
10. ↑  Anthony B. Dawson: International Shakespeare. In: Stanley Wells, Sarah Stanton: The Cambridge Companion to Shakespeare on Stage. Cambridge University Press, Cambridge 2002, ISBN 978-0-521-79711-5; S. 176
11. ↑  バイエルン放送: ドイツで最も古い子供祭[リンク切れ]
12. 1 2  ネルトリンゲンの市場[リンク切れ]
13. ↑  “スイスの大聖堂で600年続く伝統、肉声で時を告げる夜警　”.   AFP (2019年3月3日). 2019年3月3日閲覧。